# Discostroma rosae
Discostroma rosae är en svampart som beskrevs av Brockmann 1976. Discostroma rosae ingår i släktet Discostroma och familjen Amphisphaeriaceae.   Inga underarter finns listade i Catalogue of Life.